# Amalrik II van Thouars
Amalrik II van Thouars (overleden rond 960) was van 943 tot aan zijn dood burggraaf van Thouars.

## Levensloop
Amalrik II was de tweede zoon van burggraaf Amalrik I van Thouars en diens echtgenote Aremburga, wier afkomst onbekend gebleven is.
Na de dood van zijn oudere broer Savary II werd Amalrik in 943 burggraaf van Thouars. Hij bleef dit tot aan zijn eigen dood in 960.
Hij was een trouwe bondgenoot van zijn suzerein Godfried I van Anjou en kreeg als dank bezittingen toegewezen in Chavagne, nabij de Abdij van Saint-Maxent, en Faye-l'Abbesse, in het zuiden van Thouars. In 955 doneerde hij een aantal landerijen, voornamelijk in Faye-l'Abbesse, aan de Abdij van Saint-Bonneval-lès-Thouars.
Rond 935 huwde hij met ene Eleonora. Ze kregen een zoon: Herbert I (overleden in 987), die zijn vader opvolgde als burggraaf van Thouars.